# Kościół św. Jerzego w Darłowie
Kościół Świętego Jerzego – rzymskokatolicki kościół pomocniczy należący do parafii Matki Bożej Częstochowskiej w Darłowie. Znajduje się pod opieką ojców franciszkanów konwentualnych.

## Historia
Dawniej był to kościół szpitalny i należały do niego dwa szpitale: Ducha Świętego, w którym przebywali ludzie biedni i chorzy, oraz św. Jürgena, w którym przebywali głównie trędowaci. Szpital Ducha Świętego był pod opieką żeńskiego zakonu kartuzek. W 1502 roku świątynia została poświęcona przez biskupa Marcina Karith. Odnowiona została w 1599 roku i w XVII wieku. W 1623 roku zostały przeniesione do niej dzwony z kościoła pw. św. Gertrudy. Podczas remontu zamku pełniła funkcję pawilonu wystawowego, gdzie była prezentowana część zbiorów muzeum.

## Architektura
Jest to świątynia wzniesiona w XV wieku na przedmieściu wieprzańskim niedaleko targowiska i dawnej basztowni. Budowla jest murowana, otynkowana, jednonawowa i oszkarpowana, od strony zachodniej posiada wieżę wzniesioną na planie kwadratu.

## Galeria

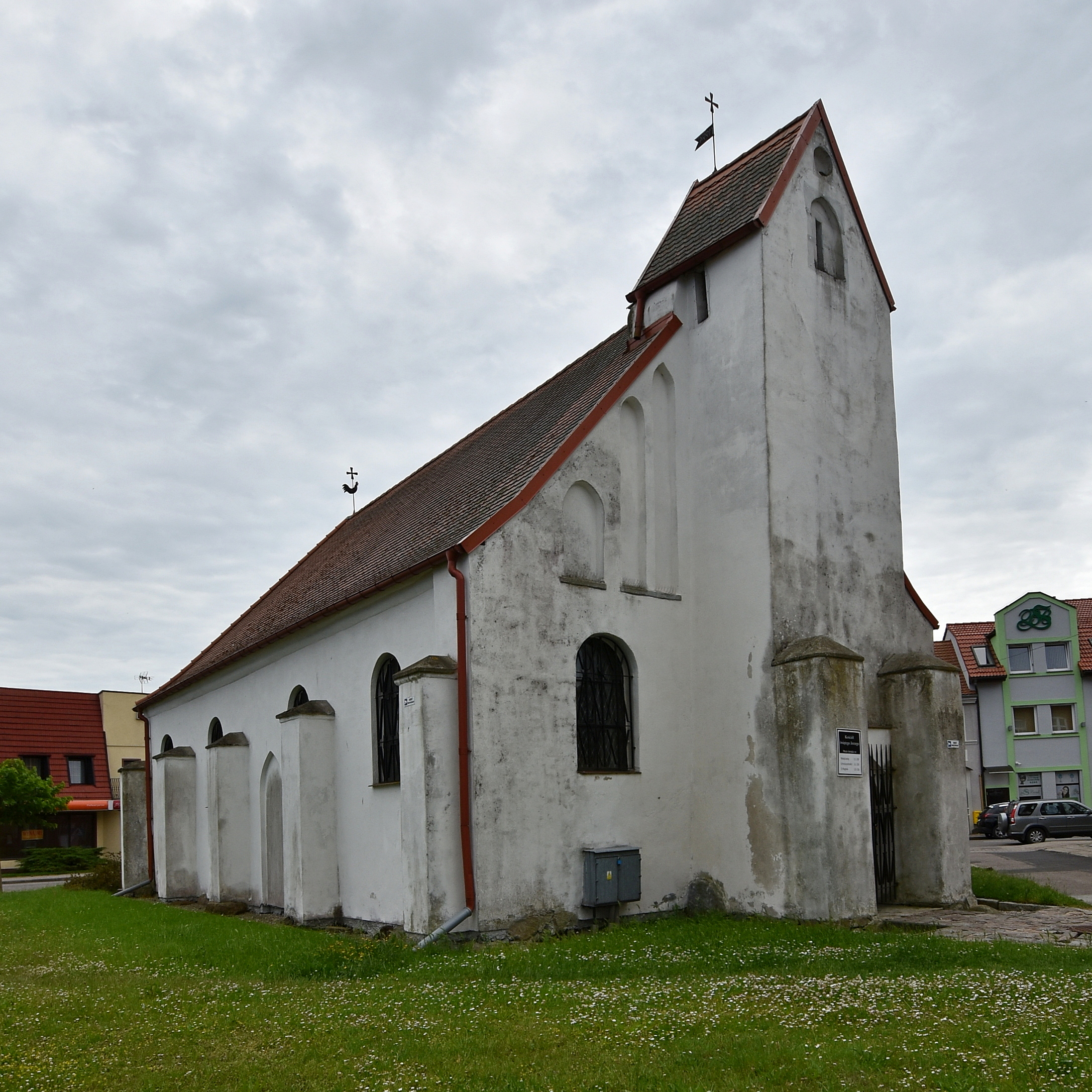
Elewacja frontowa
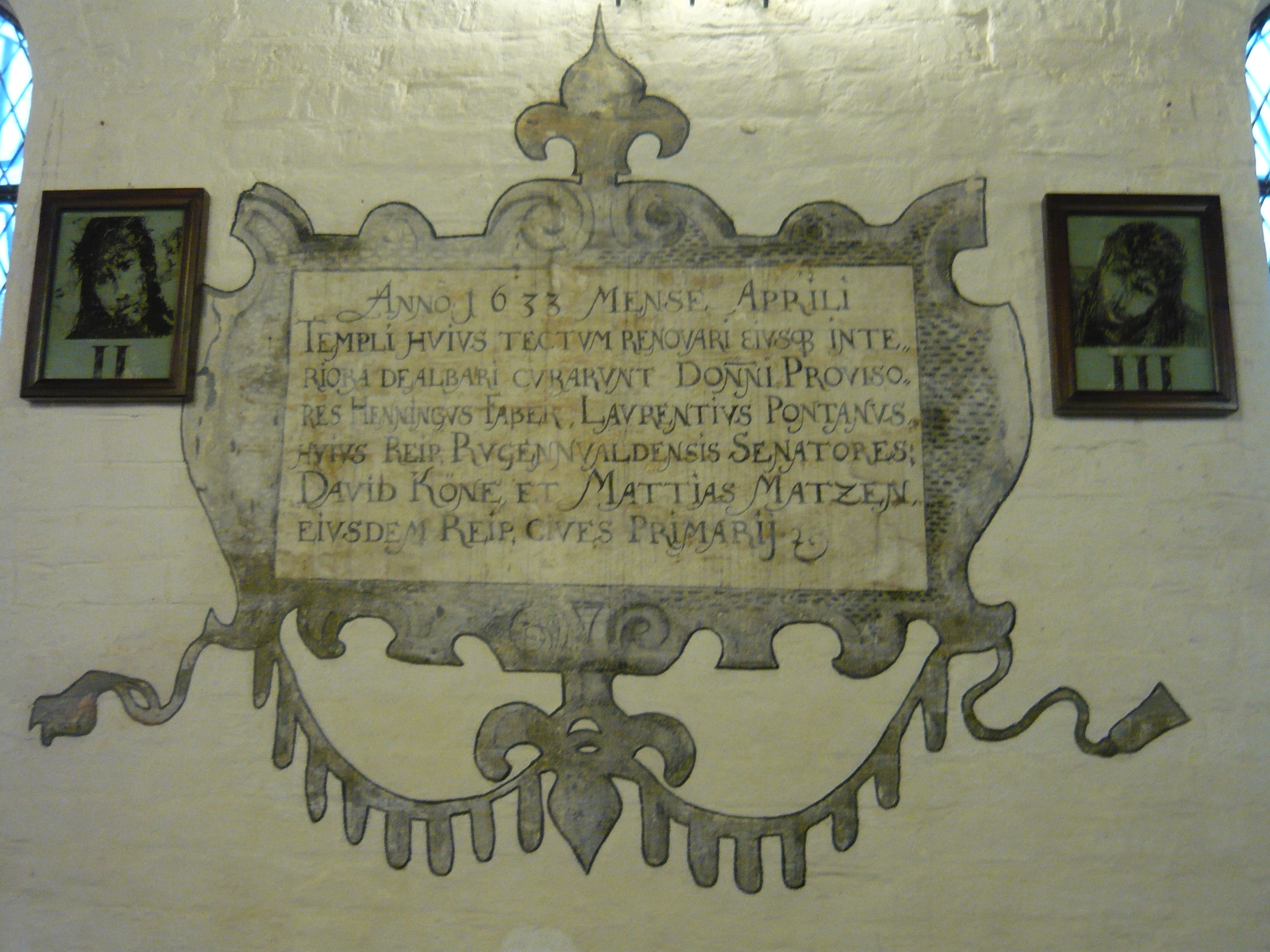
Wymalowana na ścianie tablica pamiątkowa po renowacji kościoła, w kwietniu 1633, wraz z nazwiskami fundatorów (fot. 22.02.2012)
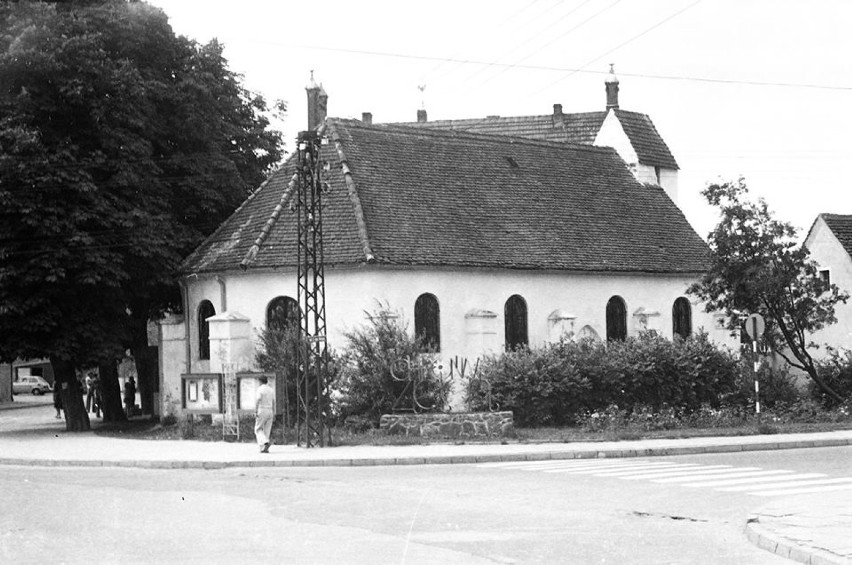
Lata 60. XX wieku
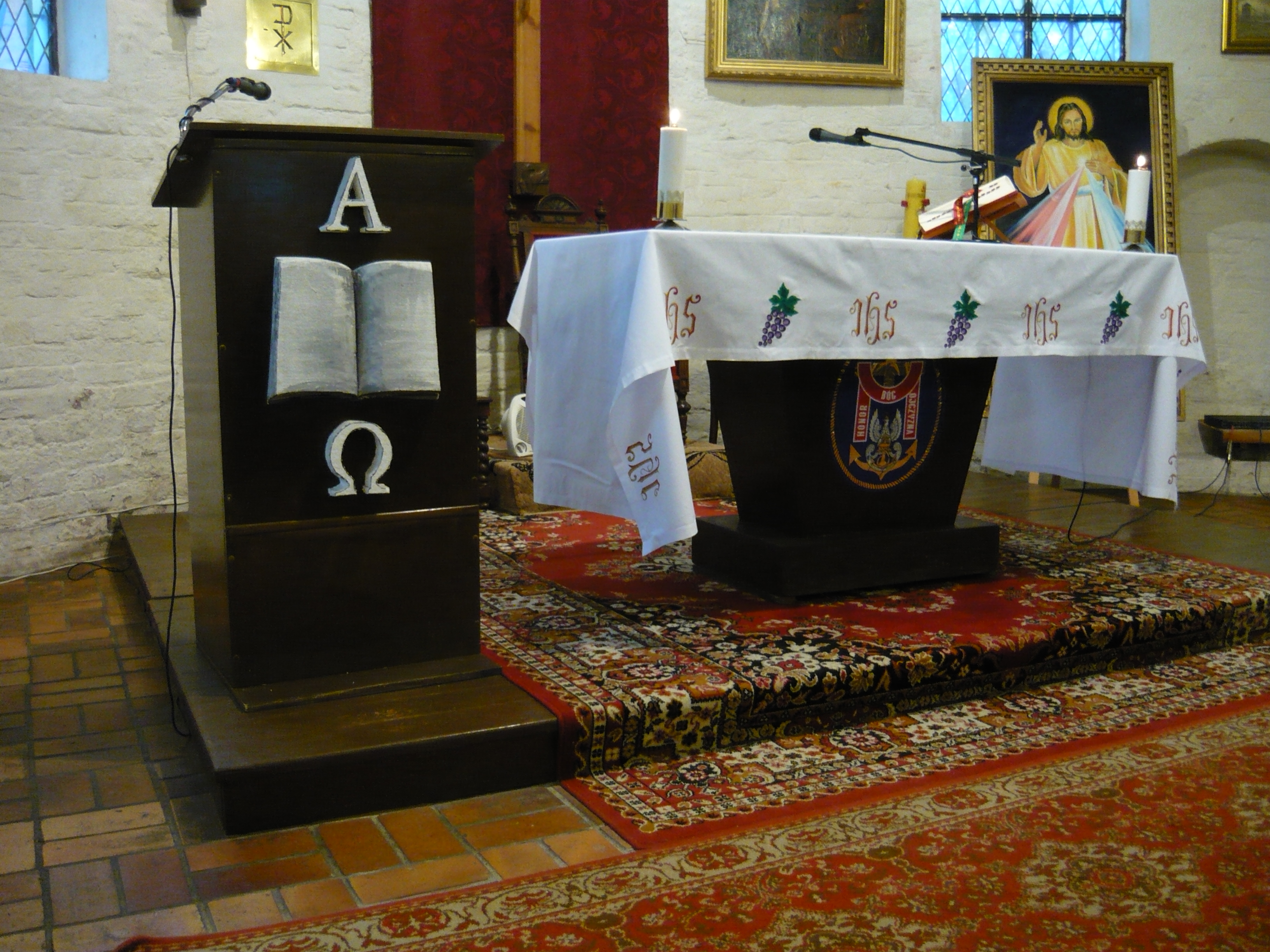
Wnętrze kościoła - ołtarz